# 33. ročník People's Choice Awards
33. ročník People's Choice Awards se konal 9. ledna 2007 v Shrine Auditorium v Los Angeles, Kalifornie. Moderátorkou večera byla Queen Latifah a ceremoniál vysílala stanice CBS.

## Nominace a vítězové
Tučně jsou označeni vítězové.

### Ocenění
| Nejoblíbenější nový televizní seriál | Nejoblíbenější písnička ze soundtracku |
| --- | --- |
| - Spolužáci - Studio 30 Rock - V dobrém i zlém | - „Life Is a Highway“ – Rascal Flatts pro film Auta - „Crazy“ – Alanis Morissette pro film Ďábel nosí Pradu - „Real Gone“ – Sheryl Crowe pro film Auta |
| Nejlepší filmové drama | Nejoblíbenější vtipná hvězda – muž |
| - Piráti z Karibiku: Truhla mrtvého muže - Šifra mistra Leonarda - X-Men: Poslední vzdor                                                                                                 | - Robin Williams - Will Ferrell - Adam Sandler |
| Nejoblíbenější akční filmový herec | Nejoblíbenější film |
| - Johnny Depp - Samuel L. Jackson - Jet Li | - Piráti z Karibiku: Truhla mrtvého muže - Auta - X-Men: Poslední vzdor                                                                                |
| Nejoblíbenější rocková písnička | Nejoblíbenější zpěvačka |
| - „Who Says You Can't Go Home“ – Bon Jovi - „Call Me When You're Sober“ – Evanescence - „Dani California“ – Red Hot Chili Peppers                                                        | - Carrie Underwood - Faith Hill - Shakira |
| Nejoblíbenější filmový herec | Nejoblíbenější zpěvák |
| - Johnny Depp - Denzel Washington - Tom Hanks | - Kenny Chesney - Trace Adkins - Toby Keith |
| Nejoblíbenější televizní komedie | Nejoblíbenější vtipná hvězda – žena |
| - Dva a půl chlapa - Dva z Queensu - Jmenuju se Earl | - Ellen DeGeneres - Julia Louis-Dreyfus - Queen Latifah                                                                                                |
| Nejoblíbenější rodinný film | Nejoblíbenější filmová herečka |
| - Auta - Doba ledová: 2: Obleva - Za plotem | - Jennifer Aniston - Halle Berryová - Sandra Bullock                                                                                                   |
| Nejoblíbenější filmová komedie | Nejoblíbenější televizní drama |
| - Klik – život na dálkové ovládání - Lemra líná - Ricky Bobby: Nejrychlejší jezdec | - Chirurgové - Kriminálka Las Vegas - Dr. House |
| Nejoblíbenější skupina | Nejoblíbenější herečka v hlavní roli |
| - Nickelback - The Black Eyed Peas - Red Hot Chili Peppers | - Cameron Diaz - Kirsten Dunst - Scarlet Johansson |
| Nejoblíbenější televizní herečka | Nejoblíbenější hip-hopová písnička |
| - Eva Longoria - Jennifer Love-Hewitt - Julia Louis-Dreyfus | - „Ridin'“– Chamillionaire - „Grillz“ – Nelly - „Shake That“ – Eminem                                                                                  |
| Nejoblíbenější animovaná komedie | Nejoblíbenější herec v hlavní roli |
| - Simpsonovi - Griffinovi - Tatík Hill a spol. | - Vince Vaughn - Matt Damon - Brad Pitt |
| Nejoblíbenější country písnička | Nejoblíbenější moderátor talk show |
| - „Before He Cheats“ – Carrie Underwood - „What Hurts the Most“ – Rascal Flatts - „When the Stars Go Blue“ – Tim McGraw                                                                  | - Ellen DeGeneres - Jay Leno - Oprah Winfrey |
| Nejoblíbenější dvojice ve filmu | Nejoblíbenější R&B písnička |
| - Johnny Depp a Keira Knightley – Piráti z Karibiku: Truhla mrtvého muže - Jennifer Aniston a Vince Vaughn – Rozchod! - Matt Damon, Leonardo DiCaprio a Jack Nicholson – Skrytá identita | - „SexyBack“ – Justin Timberlake - „Ain't No Other Man“ – Christina Aguilera - „Shake It Off“ – Mariah Carey                                           |
| Nejoblíbenější reality/show | Nejoblíbenější akční filmová herečka |
| - American Idol - Deal or No Deal - Vítej doma! | - Halle Berryová - Kate Beckinsale - Uma Thurman |
| Nejoblíbenější nový dramatický seriál | Nejoblíbenější remake |
| - Hrdinové - Bratři a sestry - Ošklivka Betty | - „Life Is a Highway“ – Rascal Flatts - „Crazy“ – Alanis Morissette - „Save the Last Dance for Me“ – Michael Bublé                                     |